# 107 (szám)
A 107 (százhét) a 106 és 108 között található természetes szám, a 109 ikerprím párja.
A 107 az Eisenstein-egészek körében Eisenstein-prím. Biztonságos prím. Mírp. Mersenne-prímkitevő.

## A tudományban
- A periódusos rendszer 107. eleme a bohrium.

## Egyéb használatai
- Magyarországon a rendőrség segélyhívószáma
- Argentínában és Fokvárosban általános segélyhívószám.
- Egy autótípus, a Peugeot 107 elnevezése.

## A szám a kultúrában
Krúdy Szindbádját 107 nő szerette.
Köztudott, hogy József Attila Nagyon fáj című kötetéből nagyon kevés példány kelt el. Fodor József szerint 107 darab.
Gyurkovics Tibor Extázis. 107 kép – 107 vers címmel 2001-ben, majd Extázis II. 107 kép – 107 vers címmel 2003-ban jelentetett meg versesköteteket.